# Muqan Qaghan
Mukhan Khagan (alttürkisch: 𐰢𐰆𐰴𐰣𐰴𐰍𐰣 Muqan qaγan, türkisch Mukan Kağan, chinesisch :木桿可汗/木杆可汗, Pinyin: mùgǎn kěhàn, Wade-Giles: mu-kan k'o-han or 木汗可汗, mùhàn kěhàn, mu-han k'o-han, sogdisch: mwx’n x’γ’n, Ruanruan: Muɣan Qaɣan) war der zweite Sohn von Bumin Khagan und der dritte Khagan der Tujüe, der auch Köktürken genannten alten Türken in Zentralasien. Als Herrscher über den Ostteil des Reiches erweiterte Mukhan die Grenzen insbesondere in Richtung Sibirien und der Mandschurei. Zudem beendete er die Rückeroberungsversuche der mongolischen Gebiete durch die von Bumin vertriebenen Rouran.

## Herrschaft
Nach seinem Amtsantritt wurden die restlichen Rouran vernichtet. Um das Jahr 554, nach der Niederlage von Yujiulü Kangdi gegen die Köktürken, ergaben sich die übrigen Rouran den Herrschern der Nördlichen Qi, um Schutz vor den Angriffen der Köktürken zu suchen. Kaiser Wenxuans Truppen schlugen Mukhans Armee zunächst zurück. Wenxuan ernannte daraufhin Yujiulü Anluochen zum neuen Khagan der Rouran und siedelte dessen Gefolgschaft bei Mayi (馬邑, im heutigen Shuozhou, Shanxi) an.
Ein Teil der Rouran war in das Territorium der benachbarten Westlichen Wei geflohen, die wiederum seit Bumins Amtszeit ein kordiales Verhältnis zum Aschina Klan, der Herrscherdynastie des Khaganats, pflegten. Doch auf Druck von Mukhan lieferte Kaiser Gong die Rouran, angeführt von Yujiulü Dengshuzi, an die Türken aus. Mukhan ließ die Rouran noch im chinesisch-türkischen Grenzgebiet aufhängen.
Im Herbst 563 schloss die Nachfolgedynastie der Westlichen Wei, jene der Nördlichen Zhou, ein Bündnis mit den Köktürken gegen die Nördlichen Qi. Der Vertragsabschluss enthielt unter anderem das Versprechen Mukhans, eine seiner Töchter mit Kaiser Wu der Nördlichen Zhou zu verheiraten. Im Winter 563 griffen die gemeinsamen Streitkräfte der Nördlichen Zhou und der Köktürken die Siedlungen der Nördlichen Qi in zwei Zügen an, wobei der Angriff vom Norden her auf die zweite Hauptstadt der Qi, Jinyang (晉陽, im heutigen Taiyuan, Shanxi), und der Angriff vom Süden auf die Stadt Pingyang (平陽, im heutigen Linfen, Shanxi) abzielten.
Im Frühjahr 565 schickte Kaiser Wu seinen Bruder Yuwen Chun (宇文純), Yuwen Gui (宇文貴), Dou Yi (竇毅) und Yang Jian (楊薦) an der Spitze einer Gesandtschaft ins Reich der Köktürken, um Mukhans Tochter als Braut für den Kaiser nach China zu geleiten. Als sie jedoch im Hauptquartier des Khagans ankamen, wandte sich Mukhan gegen den Vertrag und hielt Yuwen Chun und dessen Begleiter fest. Im Frühjahr 568 richtete ein großer Sturm im Hauptquartier der Köktürken erheblichen Schaden an. Mukhan deutete dies, angeblich, als Zeichen des göttlichen Missfallens über seine Aufkündigung des Heiratsvertrags mit den Zhou. Daher übergab er Yuwen Chun die Tochter, die er Kaiser Wu versprochen hatte, und ließ sie in den Hof der Chinesen in Chang’an eskortieren. Kaiser Wu hieß sie persönlich willkommen und machte sie zu seiner Gemahlin.

## Erbe

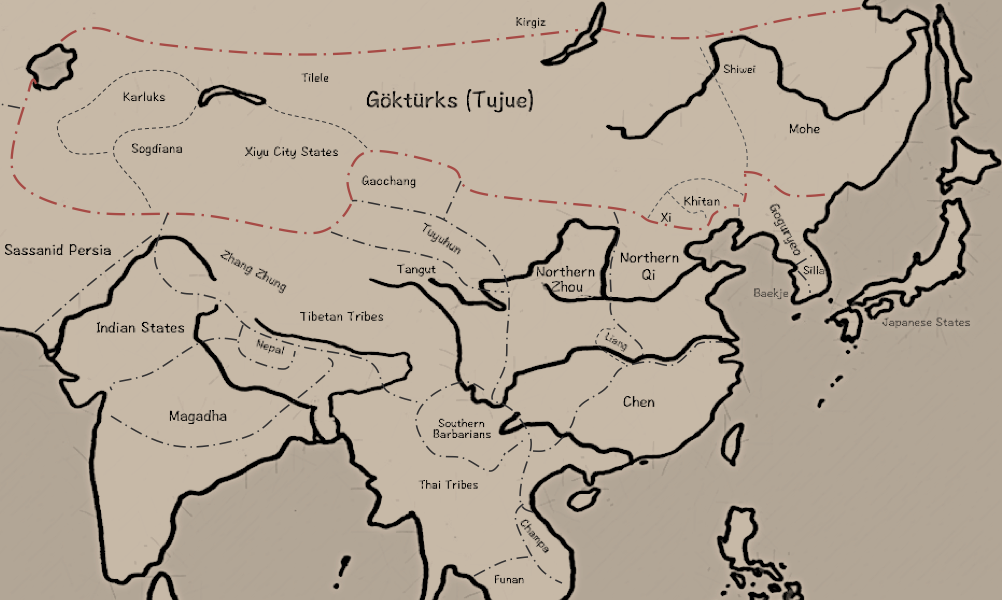
Karte des Göktürk-Qaghanats in seiner Ausdehnung im Jahr 570 während der Herrschaft von Mukhan.

Die Expansion durch Mukhan und dessen Onkel Istämi drängte auch die Awaren zurück, die in Richtung des Byzantinischen Reichs und des Sassanidenreichs und schließlich zur Donau getrieben wurden. Auch andere Stämme Zentralasiens, wie die Bolgaren, wurden verdrängt. Unter Mukhan eroberten die Köktürken auch die Gebiete der Töliš-Stämme im Westen, der Kitan im Osten und der Kirgisen im Norden.
Die Herrschaft Mukhans markierte den Höhepunkt des kulturellen Einflusses der Sogdier im türkischen Reich. Die sogdische Kultur wurde von Kaufleuten aus Turpan aus weitergegeben, die als Botschafter und Berater tätig waren. Die sogdische Sprache und Schrift wurden zur Verwaltung des Reiches verwendet. Mukhan war zudem den Buddhisten freundlich gesinnt und gilt als der Erste, der den Buddhismus bei den Türken zuließ. Er förderte den Bau eines türkisch-buddhistischen Tempels in der chinesischen Hauptstadt Chang’an. Obwohl er den Buddhismus in China förderte, ist nicht bekannt, ob er selbst zum Buddhismus konvertierte, und es ist auch ungewiss, ob während seiner Herrschaft eine beträchtliche Anzahl von Türken Buddhisten waren. Nach dem Tod von Mukhan im Jahr 572 ging der Titel des Khagan auf seinen jüngeren Bruder Taspar über.

## Aussehen
Chinesischen Quellen zufolge hatte Muqan Qaghan ein seltsames Aussehen: Sein Gesicht war mehr als einen chi breit, sein Teint komplett rot und seine Augen lapisblau. Er wurde als „zäh und wild“ beschrieben und galt bei den chinesischen Gelehrten als mutig und kenntnisreich.